# Haizer
Haizer (în arabă الحيزر) este o comună din provincia Bouira, Algeria.
Populația comunei este de 17.719 locuitori (2008).